# Giáo phận Bùi Chu

Huy hiệu Giám mục Tôma Aquinô Vũ Đình Hiệu

Giáo phận Bùi Chu (tiếng Latinh: Dioecesis Buichuensis) là một giáo phận Công giáo Rôma tại Việt Nam. Giáo phận có nhiều xứ đạo lâu đời và gắn liền với nhiều sự kiện quan trọng liên quan đến lịch sử hình thành và phát triển của Công giáo tại Việt Nam.
Tuy là giáo phận có diện tích nhỏ nhất ở Việt Nam (khoảng 1.350 km²) nhưng giáo phận Bùi Chu có số lượng cũng như mật độ tín hữu khá cao. Năm 2021, giáo phận có số giáo dân là 417.185 người, chiếm tỷ lệ 32,8% tổng dân số trên địa bàn giáo phận. Về nhân sự, giáo phận có 212 linh mục, gần 1000 nữ tu, 166 chủng sinh. Về cơ sở tổ chức, giáo phận có 13 giáo hạt với tổng số 159 giáo xứ, 17 chuẩn xứ, 425 giáo họ.
Giám mục chính tòa hiện nay của giáo phận là Tôma Aquinô Vũ Đình Hiệu.

## Lịch sử
Ở châu Á, Việt Nam là nước đón nhận Tin Mừng khá sớm. Theo sử sách thì vào năm 1533 đã có những nhà truyền giáo đầu tiên tới Việt Nam, và những địa danh đầu tiên đón nhận Tin Mừng: Trà Lũ (giáo xứ Phú Nhai ngày nay), Quần Anh (sau kị húy đổi thành Quần Phương), và Ninh Cường đều là những miền đất thuộc giáo phận Bùi Chu. Từ thế kỷ 17, các thừa sai Dòng Tên, Hội Thừa sai Paris, Dòng Âu Tinh Chân đất, và nhất là Dòng Đa Minh truyền giáo tại đây.
Giáo phận Bùi Chu ngày nay chỉ thuộc địa bàn các xã phường phía nam thuộc tỉnh Ninh Bình, thuộc đồng bằng Bắc Bộ. Tuy nhiên, trước khi được hình thành như ngày hôm nay, giáo phận Bùi Chu thuộc Địa phận Đàng Ngoài (được thành lập năm 1659). Sau đó, giáo phận Bùi Chu thuộc Địa phận Đông Đàng Ngoài (được tách ra từ địa phận Đàng Ngoài vào năm 1679) rồi Địa phận Trung Đàng Ngoài (được tách ra từ địa phận Đông Đàng Ngoài vào năm 1848).
Vào năm 1936, Tòa Thánh đã tách phần đất tả ngạn sông Hồng của Địa phận Trung để thành lập Giáo phận Thái Bình, phần còn lại của Địa phận Trung là Giáo phận Bùi Chu ngày nay.

## Tổng quan
Giáo phận Bùi Chu hiện nay nằm tại các xã, phường của tỉnh Ninh Bình ở phía nam sông Nam Định. Khoái Đồng là giáo xứ duy nhất của giáo phận nằm ở hữu ngạn (Tây Bắc) sông Nam Định. Giáo phận được bao bọc bởi ba con sông lớn, tiếp giáp với ba giáo phận khác. Phía Đông Bắc giáp với Giáo phận Thái Bình bởi sông Hồng, phía Tây Bắc là sông Đào (nối sông Hồng với sông Đáy) giáp với Tổng giáo phận Hà Nội, và phía Tây Nam qua sông Đáy là Giáo phận Phát Diệm; phía Đông Nam là vịnh Bắc Bộ (biển Đông).
Giáo phận thuộc khu vực đồng bằng Bắc Bộ nên toàn bộ dân cư là người Kinh. Dân chúng Bùi Chu có khoảng 84% làm nông nghiệp, 5% làm muối và đi biển, 11% làm nghề thương mại, cơ khí kỹ nghệ, tiểu thủ công nghiệp...

## Danh sách các giáo xứ
Dưới đây là danh sách chưa đầy đủ các giáo xứ và xứ tùy cùng địa điểm tọa lạc của nhà thờ xứ:

### Hạt Báo Đáp
Hạt Báo Đáp gồm 11 giáo xứ nằm trên địa bàn các xã Nam Hồng, Nam Trực, phường Hồng Quang, một phần các phường Nam Định, Vị Khê và một phần các xã Nam Ninh, Nam Minh, xếp theo ABC:
1. Bách Tính - xã Nam Hồng
2. Báo Đáp - phường Hồng Quang
3. Cổ Ra - xã Nam Trực
4. Dương A - xã Nam Hồng
5. Hồng Quang - phường Hồng Quang
6. Hưng Nhượng - xã Nam Ninh
7. Khoái Đồng: 127 Lê Hồng Phong, phường Nam Định
8. Lã Điền - phường Vị Khê
9. Nam Dương - xã Nam Minh
10. Phong Lộc - phường Vị Khê
11. Trực Chính - xã Nam Trực

### Hạt Bùi Chu
Hạt Bùi Chu gồm 12 giáo xứ nằm trên địa bàn xã Xuân Hồng và một phần các xã Xuân Giang và Xuân Trường, xếp theo ABC:
1. Chính Tòa - xã Xuân Trường
2. Cát Xuyên - xã Xuân Hồng
3. Hạc Châu - xã Xuân Hồng
4. Kiên Lao - xã Xuân Trường
5. Liên Thượng - xã Xuân Trường
6. Liên Thủy - xã Xuân Trường
7. Lục Thủy - xã Xuân Hồng
8. Ngọc Tiên - xã Xuân Hồng
9. Thánh Danh - xã Xuân Trường
10. Thủy Nhai - xã Xuân Giang
11. Trung Linh - xã Xuân Trường
12. Xuân Dương - xã Xuân Trường

### Hạt Đại Đồng
Hạt Đại Đồng gồm 13 giáo xứ nằm trên địa bàn ba xã Giao Hòa, Giao Minh và Giao Phúc, xếp theo ABC:
1. Ấp Lũ (Trà Lũ) - xã Giao Hòa
2. Đại Đồng - xã Giao Hòa
3. Định Hải - xã Giao Hòa
4. Hà Cát - xã Giao Hòa
5. Hoành Đông - xã Giao Minh
6. Lạc Nam - xã Giao Hòa
7. Minh Đường - xã Giao Minh
8. Phú Hương - xã Giao Minh
9. Phú Ninh - xã Giao Phúc
10. Phú Thọ - xã Giao Minh
11. Thanh Thủy - xã Giao Hòa
12. Thiện Giáo - xã Giao Minh
13. Thuận Thành - xã Giao Hòa

### Hạt Kiên Chính

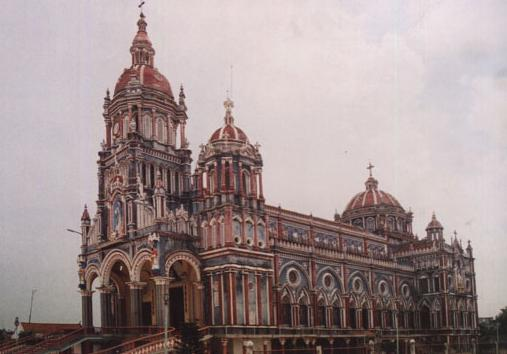
Nhà thờ Phương Chính với phong cách kiến trúc đặc trưng

Hạt Kiên Chính gồm 18 giáo xứ nằm trên địa bàn xã Hải Quang và một phần các xã Hải Tiến, Hải Xuâ, Hải Thịnh, xếp theo ABC:
1. Hải Điền - xã Hải Quang
2. Hòa Định - xã Hải Tiến
3. Kiên Chính - xã Hải Tiến
4. Liên Phú - xã Hải Quang
5. Long Châu - xã Hải Xuân
6. Phú Hóa - xã Hải Thịnh
7. Phương Chính - xã Hải Xuân
8. Quế Phương - xã Hải Quang
9. Tân An - xã Hải Tiến
10. Tang Điền - xã Hải Tiến
11. Tây Cát - xã Hải Quang
12. Thịnh Long - xã Hải Thịnh
13. Trung Châu - xã Hải Thịnh
14. Trung Phương - xã Hải Quang
15. Văn Lý - xã Hải Tiến
16. Xuân Đài - xã Hải Xuân
17. Xuân Hà - xã Hải Quang
18. Xương Điền - xã Hải Tiến

### Hạt Lạc Đạo
Hạt Lạc Đạo gồm 18 giáo xứ nằm trên địa bàn xã Hồng Phong và một phần xã Nghĩa Sơn, xếp theo ABC:
1. Âm Sa - xã Hồng Phong
2. Bình Hải - xã Hồng Phong
3. Đài Môn - xã Hồng Phong
4. Đồng Liêu - xã Nghĩa Sơn
5. Đồng Nghĩa - xã Hồng Phong
6. Đồng Nhân - xã Nghĩa Sơn
7. Đồng Quỹ - xã Hồng Phong
8. Đồng Tâm - xã Nghĩa Sơn
9. Giang Liêu - xã Nghĩa Sơn
10. Giáp Nghĩa - xã Hồng Phong
11. Giáp Phú - xã Hồng Phong
12. Lạc Đạo - xã Nghĩa Sơn
13. Lạc Hồng - xã Hồng Phong
14. Liêu Ngạn - xã Nghĩa Sơn
15. Nam Phú - xã Hồng Phong
16. Quần Lạc - xã Hồng Phong
17. Tân Bơn - xã Nghĩa Sơn
18. Thuần Hậu - xã Hồng Phong

### Hạt Liễu Đề
Hạt Liễu Đề gồm 12 giáo xứ nằm trên địa bàn các xã Đồng Thịnh, Nghĩa Hưng, Nam Đồng, Quang Hưng và một phần các xã Nghĩa Sơn, Nam Minh, xếp theo ABC:
1. Chương Nghĩa - xã Đồng Thịnh
2. Cốc Thành - xã Đồng Thịnh
3. Đại Đê - xã Nghĩa Sơn
4. Hà Dương - xã Nghĩa Hưng
5. Liễu Đề - xã Nghĩa Hưng
6. Lý Nghĩa - xã Nghĩa Hưng
7. Nam Trực - xã Nam Minh
8. Ngoại Đông - xã Nam Đồng
9. Quần Liêu - xã Nghĩa Sơn
10. Quỹ Đê - xã Quang Hưng
11. Quỹ Ngoại - xã Quang Hưng
12. Thạch Bi - xã Nam Đồng

### Hạt Ninh Cường
Hạt Ninh Cường gồm 11 giáo xứ nằm trên địa bàn xã Ninh Cường và một phần các xã Hải An, Minh Thái, xếp theo ABC:
1. An Đạo - xã Hải An
2. An Nghĩa - xã Hải An
3. Đông Bình - xã Ninh Cường
4. Lác Môn - xã Ninh Cường
5. Ninh Cường - xã Ninh Cường
6. Tân Châu - xã Ninh Cường
7. Tân Cường - xã Ninh Cường
8. Tân Lý - xã Ninh Cường
9. Tân Phường - xã Ninh Cường
10. Tây Đường - xã Ninh Cường
11. Tích Tín - xã Minh Thái

### Hạt Phú Nhai

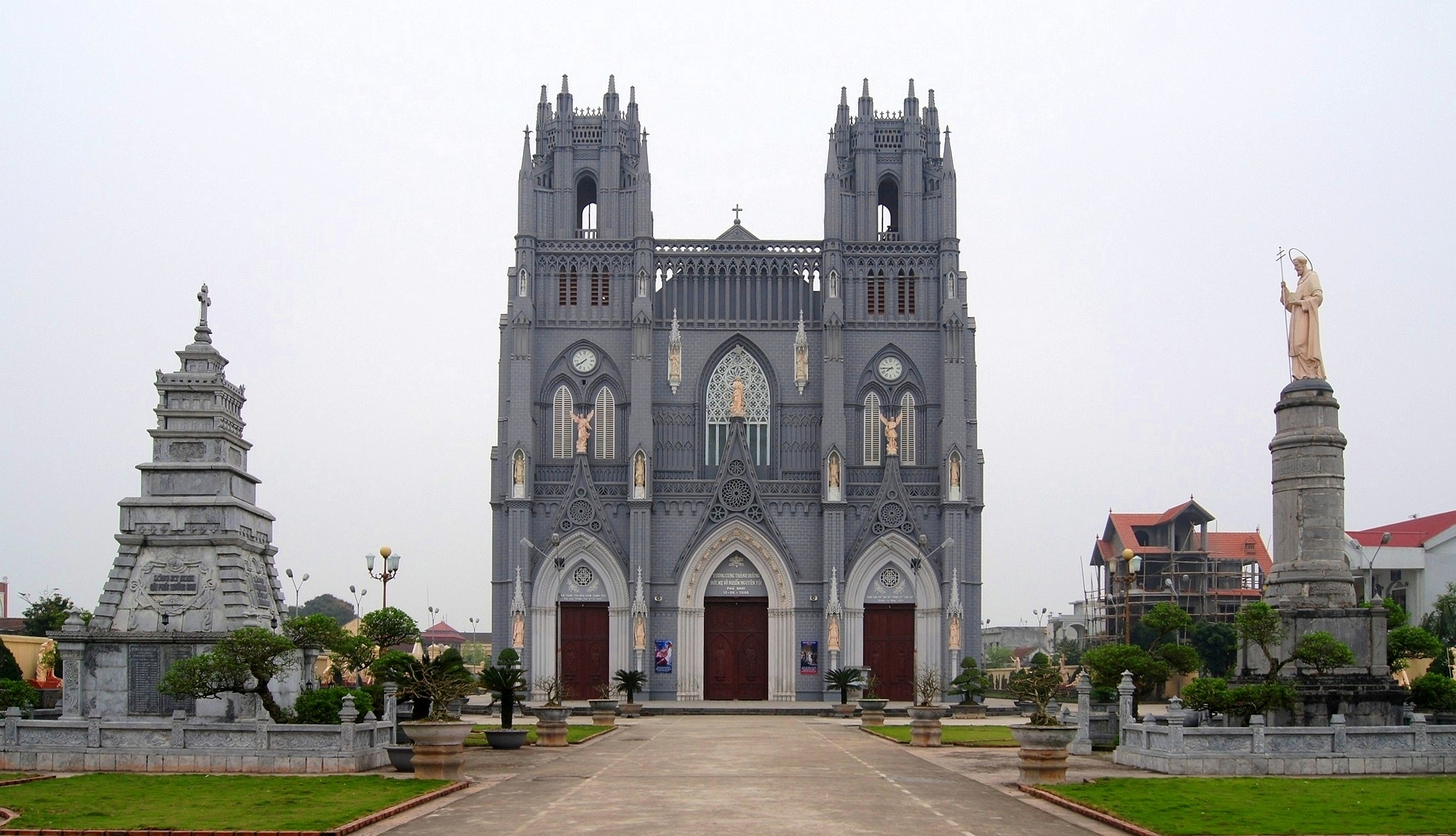
Nhà thờ Phú Nhai là một trong 4 Vương cung Thánh đường ở Việt Nam

Hạt Phú Nhai gồm 11 giáo xứ nằm trên địa bàn hai xã Trà Lũ, Xuân Hưng và một phần xã Xuân Giang, xếp theo ABC:
1. An Phú - xã Xuân Giang
2. Cát Phú - xã Xuân Giang
3. Kính Danh - xã Trà Lũ
4. Lạc Thành - xã Xuân Giang
5. Nam Điền - xã Xuân Hưng
6. Thánh Mẫu (Nghiệp Thổ) - xã Xuân Hưng
7. Phú Nhai - xã Trà Lũ
8. Phù Sa - xã Xuân Giang
9. Quần Cống - xã Xuân Hưng
10. Thánh Thể - xã Xuân Hưng
11. Vạn Lộc - xã Xuân Giang

### Hạt Quần Phương
Hạt Quần Phường gồm 18 giáo xứ nằm trên địa bàn các xã Hải Hậu, Hải Hưng và một phần các xã Hải Anh, Minh Thái, Xuân Trường, xếp theo ABC:
1. Cồn Vẽ - xã Hải Anh
2. Giáp Nam - xã Hải Hậu
3. Hai Giáp - xã Hải Anh
4. Hải Nhuận - xã Hải Hưng
5. Hưng Nghĩa - xã Hải Hưng
6. Kim Thành - xã Hải Hưng
7. Nam Đường - xã Hải Anh
8. Nam Hòa - xã Hải Anh
9. Phạm Pháo - xã Hải Anh
10. Phạm Rị - xã Hải Hậu
11. Phú Hải - xã Hải Hưng
12. Quần Phương - Xã Hải Hậu
13. Tân Bồi - xã Hải Anh
14. Trại Đáy - xã Hải Anh
15. Triệu Thông - xã Hải Hậu
16. Trung Thành - xã Hải Hưng
17. Tùng Nhì - xã Minh Thái
18. Xuân Dục - xã Xuân Trường

### Hạt Quỹ Nhất
Hạt Quỹ Nhất gồm 18 giáo xứ nằm trên địa bàn ba xã Nghĩa Lâm, Quỹ Nhất và Rạng Đông, xếp theo ABC:
1. Ân Phú - xã Nghĩa Lâm
2. Chỉ Thiện - xã Quỹ Nhất
3. Giáo Lạc - xã Quỹ Nhất
4. Lạc Thiện - xã Quỹ Nhất
5. Nghĩa Dục - xã Nghĩa Lâm
6. Ngọc Lâm - xã Nghĩa Lâm
7. Ninh Hải - xã Rạng Đông
8. Phú Giáo - xã Nghĩa Lâm
9. Phúc Điền - xã Rạng Đông
10. Phúc Đông - xã Rạng Đông
11. Phương Lạc - xã Quỹ Nhất
12. Quần Vinh - xã Rạng Đông
13. Quỹ Nhất - xã Quỹ Nhất
14. Rạng Đông - xã Rạng Đông
15. Tây Thành - xã Quỹ Nhất
16. Thượng Trại - xã Nghĩa Lâm
17. Văn Giáo - xã Nghĩa Lâm
18. Vinh Phú - xã Quỹ Nhất

### Hạt Thức Hóa
Hạt Thức Hóa gồm 11 giáo xứ nằm trên địa bàn các xã Giao Thủy, Giao Ninh, Giao Hưng và Giao Phúc, xếp theo ABC:
1. Diêm Điền - xã Giao Thủy
2. Du Hiếu - xã Giao Ninh
3. Duyên Thọ - xã Giao Hưng
4. Hoành Nhị - xã Giao Phúc
5. Mộc Đức - xã Giao Ninh
6. Ngưỡng Nhân - xã Giao Hưng
7. Phong Lâm - xã Giao Ninh
8. Phú Vinh - xã Giao Phúc
9. Quất Lâm - xã Giao Thủy
10. Sa Châu - xã Giao Hưng
11. Thức Hóa - xã Giao Ninh

### Hạt Tương Nam
Hạt Tương Nam gồm 9 giáo xứ nằm trên địa bàn các xã Ninh Giang, Cổ Lễ, Cát Thành, một phần phường Vị Khê và một phần xã Nam Ninh, xếp theo ABC:
1. An Lãng - xã Ninh Giang
2. Lã Điền - phường Vị Khê
3. Nam Hưng - xã Nam Ninh
4. Nam Lạng - xã Cổ Lễ
5. Phong Lộc - phường Vị Khê
6. Phú An - xã Cát Thành
7. Trang Hậu - xã Nam Ninh
8. Trung Lao - xã Cổ Lễ
9. Tương Nam - xã Nam Ninh

### Hạt Tứ Trùng
Hạt Tứ Trùng gồm 18 giáo xứ nằm trên địa bàn một phần các xã Hải Tiến, Hải Thịnh, Hải Xuân, Hải An và Hải Anh, xếp theo ABC:
1. An Bài - Xã Hải Tiến
2. An Cư - xã Hải Tiến
3. Giáp Năm - xã Hải Thịnh
4. Lục Phương - xã Hải Xuân
5. Nam Phương - xã Hải Tiến
6. Ninh Mỹ - xã Hải An
7. Ninh Sa - xã Hải An
8. Phú Văn - xã Hải Thịnh
9. Phúc Hải - xã Hải An
10. Trung Hòa - xã Hải Xuân
11. Trùng Phương - xã Hải Anh
12. Tư Khẩn - xã Hải Thịnh
13. Tứ Trùng - xã Hải Tiến
14. Xuân Chính - xã Hải Xuân
15. Xuân Hòa - xã Hải Xuân
16. Xuân Hóa - xã Hải Xuân
17. Xuân Phương- xã Hải Xuân
18. Xuân Thủy - xã Hải Xuân

## Các danh địa trong giáo phận

### Nhà thờ chính tòa và Tòa giám mục
Tòa giám mục giáo phận đặt tại xã Xuân Trường, tỉnh Ninh Bình.

### Trung tâm hành hương
- Vương cung thánh đường Phú Nhai

### Các nhà thờ lớn, chủng viện và tu viện
Đại chủng viện Bùi Chu đã trở lại hoạt động từ năm 2008 sau gần 50 năm bị đóng cửa, cơ sở của chủng viện được xây mới bên cạnh Tòa giám mục.
Giáo phận hiện có 5 hội dòng nữ tu đang hoạt động là: Dòng Đa Minh Bùi Chu, Dòng Mến Thánh Giá Kiên Lao, Dòng con Đức Mẹ Mân Côi (nhà chính đặt tại giáo xứ Trung Linh), Dòng Thừa sai Đức Mẹ Trinh Vương (nhà chính Liên Thủy), và Dòng Đức Mẹ Thăm viếng (nhà chính Liên Thủy). Giáo phận Bùi Chu cũng từng là nơi một dòng tu cho nam được thành lập là Dòng Đồng Công.
Các nhà thờ trong giáo phận chủ yếu được xây dựng theo các phong cách kiến trúc Gothic và Baroque, chịu ảnh hưởng của kiến trúc cổ Việt Nam. Trong đó có những nhà thờ chủ yếu theo kiến trúc Nam, với vật liệu chính là gỗ, cung thánh được sơn son thiếp vàng hay mặt tiền nhà thờ xây theo kiểu cổng tam quan. Giáo phận hiện có 13 Đền thánh (Shrine), trong đó Đền thánh Phú Nhai đồng thời là một Vương cung Thánh đường từ năm 2008. Một số nhà thờ lớn trong giáo phận:
- Đền thánh Kiên Lao
- Đền thánh Trung Lao
- Đền thánh Phương Chính
- Đền thánh Báo Đáp
- Đền thánh Ninh Cường
- Đền thánh Đại Đồng
- Đền thánh Hưng Nghĩa
- Đền thánh Sa Châu
- Đền thánh Thức Hóa
- Đền thánh Liễu Đề
- Đền thánh Quần Phuơng
- Đền thánh Phú An

## Các đời giám mục quản nhiệm
| STT                                    | Tên                                    | Thời gian quản nhiệm                   | Ghi chú                                |
| Hạt Đại diện Tông tòa Trung Đàng Ngoài | Hạt Đại diện Tông tòa Trung Đàng Ngoài | Hạt Đại diện Tông tòa Trung Đàng Ngoài | Hạt Đại diện Tông tòa Trung Đàng Ngoài |
| -------------------------------------- | -------------------------------------- | -------------------------------------- | -------------------------------------- |
| 1 †                                    | Domingo Martí Gia                      | 1848-1852                              |                                        |
| 2 †                                    | José María Díaz Sanjurjo An            | 1848-1857                              |                                        |
| 3 †                                    | Melchor García Sanpedro Xuyên          | 1853-1858                              |                                        |
| 4 †                                    | Berrio Ochoa Vinh                      | 1857-1861                              |                                        |
| 5 †                                    | Bernabé García Cezón Khang             | 1864-1879                              |                                        |
| 6 †                                    | Manuel Ignacio Riaño Hòa               | 1866-1884                              |                                        |
| 7 †                                    | Wenceslao Oñate Thuận                  | 1882-1897                              |                                        |
| 8 †                                    | Máximo Fernández Định                  | 1898-1907                              |                                        |
| 9 †                                    | Pedro Muñagorri Obineta Trung          | 1907-1924                              |                                        |
| Hạt Đại diện Tông tòa Bùi Chu          |                                        |                                        |                                        |
|                                        | Pedro Muñagorri Obineta Trung          | 1924-1936                              |                                        |
| 10 †                                   | Đa Minh Maria Hồ Ngọc Cẩn              | 1935-1948                              |                                        |
| 11 †                                   | Tađêô Lê Hữu Từ                        | 1948-1950                              | Giám quản Tông tòa                     |
| 12 †                                   | Phêrô Maria Phạm Ngọc Chi              | 1950-1960                              |                                        |
| Giáo phận Bùi Chu                      |                                        |                                        |                                        |
| 13 †                                   | Giuse Maria Phạm Năng Tĩnh             | 1960-1974                              |                                        |
| *                                      | Trống tòa                              | 1974-1975                              |                                        |
| 14 †                                   | Đa Minh Lê Hữu Cung                    | 1975-1987                              |                                        |
| 15 †                                   | Giuse Maria Vũ Duy Nhất                | 1979-1987 1987-1999                    |                                        |
| *                                      | Trống tòa                              | 1999-2001                              |                                        |
| 16 †                                   | Giuse Hoàng Văn Tiệm                   | 2001-2013                              |                                        |
| 17                                     | Phêrô Nguyễn Văn Đệ                    | 2006-2009                              | Giám mục Phụ tá                        |
| 18                                     | Tôma Aquinô Vũ Đình Hiệu               | 2012-2013 2013-nay                     |                                        |

Ghi chú:
- : Giám mục chính tòa
- : Giám mục phó, Giám mục phụ tá hoặc Giám quản Tông Tòa, Đại diện Tông tòa